# Amadeo Allocati
Amadeo Allocati fue un jurista, juez y laboralista argentino que nació en Buenos Aires el 16 de septiembre de 1910 y falleció en la misma ciudad el 28 de abril de 1990.

## Primeros años
Hijo de inmigrantes –de Italia su padre y de Galicia su madre, su niñez transcurrió en el barrio de Barracas, una zona humilde del sud de la ciudad. Sin descuidar su pasión por el fútbol, hizo sus estudios primarios la Escuela República de Bolivia, de esa barriada y luego ingresó a la Escuela Nacional de Profesores Mariano Acosta, de donde egresó como maestro normal primero, en 1927 y como profesor en Letras en 1930. 
Comienza su trabajo docente, primero suplente y luego titular, y en 1935 es designado maestro de 4* grado en la Escuela Valentín Gómez, en el barrio de San Telmo, siempre en la zona sur de la ciudad que no quería abandonar, comenzó sus estudios de abogacía y se casó con Olga Méndez. Cuando se recibió en la Facultad de Derecho de la Universidad de La Plata el 31 de agosto de 1935 empezó a ejercer la profesión sin dejar la docencia hasta marzo de 1955.

## Su labor en la Asociación de Abogados de Buenos Aires
Allocati participaba de las ideas del socialismo y en agosto de 1937 se unió a la Asociación de Abogados de Buenos Aires, en la que fue elegido vocal el 29 de mayo de 1942; en ese momento era asesor letrado de la Asociación de Viajantes de Comercio de la República Argentina y continuaba como maestro.
En la Asociación de Abogados desarrolló intensa actividad. Fue designado secretario general durante el período 1942/43, conformaba la Comisión de Información y contralor judicial, participó en la primera conferencia de abogados de la ciudad de Buenos Aires, fue subdirector de la Biblioteca de la A.A.B.A. durante el periodo 1944/45, integraba la Comisión Especial de Superintendencia y la de Jurado y Reglas de Ética y en la Asamblea de 1945, fue reelegido Vocal Titular por dos años. 
Algunos de los temas tratados por la Asociación en esa época fueron: Expresiones del Cnel. Perón en Avellaneda el 11-8-45, que afecta a los abogados; Torturas a detenidos políticos; Estado de sitio; Abogados detenidos; Sucesos en Plaza San Martín y tiroteo; Proliferación de Decretos con vistas a conversión en ley sin discusión parlamentaria; Actividades del programa de divulgación de la Constitución Nacional, que no deben suspenderse.
Allocati se encargó especialmente por aquella época de la Campaña de Educación Cívica, que tenía una finalidad formativa en pro de la enseñanza y defensa de la Constitución. Esta campaña comenzó allá por los años 1943/44, y se realizó a lo largo de varios períodos tanto por la Asociación, como por el Centro de Estudios de Derecho Constitucional y el Instituto de Extensión Universitaria. Allocati estaba entre quienes colaboraban en la campaña –también lo hicieron José Sartori, Carlos Fayt y Álvaro M. Martínez, entre otros- mediante un curso radial de instrucción cívica por Radio Libertad, Lecciones de Moral Ciudadana propaladas por Radio El Mundo, conferencias de distintas personas en plazas y otros lugares. El 25 de octubre de 1945 Allocati dio en el Instituto Libre de Segunda Enseñanza una conferencia sobre el tema "Por qué el pueblo es soberano" y en junio de 1945 en la Asociación otra sobre "Facultades del Gobierno de Facto". En mayo de 1946 fue designado Vicepresidente de la Asociación e integra además la Comisión de Justicia, sin perjuicio de continuar en la escuela y con su estudio profesional.
En 1947 la asociación creó una Subcomisión de Derecho del Trabajo, el 30 de abril al conmemorarse el Día del Abogado, Allocati disertó sobre el tema "La Defensa de la Constitución" y en junio de ese año pasó a integrar la Comisión de Justicia. En 1948 se lo designó miembro del Instituto de Jurisprudencia. Por ese entonces los principales temas que preocupaban en la Asociación eran la anunciada reforma de la Constitución y la detención de abogados. El 27 de mayo de 1949 Allocati fue elegido presidente por dos años. El 21 de diciembre se realizó la primera sesión extraordinaria en la Asociación para tratar el caso de Carlos Antonio Aguirre, obrero del diario La Prensa asesinado frente a los talleres del periódico, se condenaron los procedimientos policiales en el caso y se preparó una declaración. El 29 del mismo mes se aprobó una declaración condenando allanamiento y clausura del Colegio de Abogados de Tucumán, por la Comisión Visca, que se publicó el 4 de enero en algunos diarios y esa misma tarde entró en el local de la Asociación un subcomisario acompañado de varios policías uniformados. El funcionario le leyó a Allocati –sin darle copia- la comunicación por la cual aquella Comisión pedía al jefe de policía la intervención y vigilancia de la Asociación y del estudio del presidente. A pesar de que esa nota no reunía los recaudos constitucionales necesarios para que pudiera cumplirse, la medida se ejecutó de inmediato, con un agente uniformado, con la expresa recomendación de no permitir sacar libros ni papeles y de igual forma se procedió en el estudio del presidente. Esta guardia se mantuvo hasta la caída del gobierno el 16 de septiembre de 1955. Según quien era gerente de la Asociación y estuvo presente, se trataba de una provocación policial premeditada a la que Allocati no hizo el juego pues se buscaba la reacción que diera pie a la clausura.

## Labor como magistrado
En noviembre de 1955 Amadeo Allocati fue designado Juez de la Cámara Nacional de Apelaciones del Trabajo, en 1957 fue elegido Presidente de la Cámara y ese mismo año había adherido como socio fundador a la creación de la Asociación Argentina de Derecho del Trabajo y de la Seguridad Social. Trabajó intensamente como camarista y quienes trabajaron cerca de él señalan que analizaba una cuestión jurídica con prístina claridad y raciocinio y cómo usaba su prodigiosa memoria, no sólo para recordar leyes, decretos, fallos, etc., sino también para no olvidar detalles como sus cumpleaños o el nombre de los seres más cercanos. Renunció en abril de 1973 pero al serle requerido reasumió el cargo el 13 de junio de 1976. En ese intervalo integró la Comisión Directiva de la AADTySS y en 1975 fue miembro Titular de la Sección de Derecho del Trabajo y de la Seguridad Social del Instituto de Estudios Legislativos de la Federación Argentina de Colegios de Abogados.
Durante el VIII Congreso Iberoamericano y VII Congreso Nacional de Derecho del Trabajo y de la Seguridad Social que se hicieron en Buenos Aires del 11 al 15 de abril de 1983 fue miembro de Honor y poco después renunció a su cargo de camarista.

## Obras
Las obras jurídicas más importantes que escribió fueron:
- Proceso compulsorio para el cobro de salarios. Buenos Aires, Abeledo-Perrot. 1965. 69 págs.
- Derecho procesal de trabajo (En Deveali, Mario L.: Tratado de Derecho del trabajo. Buenos Aires, La Ley, 1966, vol. 5, págs. 9-724).
- Procedimiento Laboral: Ley 18.345. Buenos Aires, Revista de Jurisprudencia Argentina, 1969. 432 págs.
- Ley de Organización y Procedimiento de la Justicia Nacional - Comentada, anotada y concordada, Astrea, Bs. As. 1990. Dirección: Amadeo Allocati.

A ello se agregan las notas que escribió desde 1942 en publicaciones especializadas.

## Sus aficiones
Además de su pasión por el fútbol que le acompañó durante toda su vida, Allocati gustaba del tango y, en especial, cuando los ejecutaban Troilo, Pugliese o Piazzolla. Conocía las letras de Manzi y Discépolo y se fascinaba al escuchar el lirismo sublime de Adiós Nonino, a Beethoven y algunas arias favoritas de ópera y zarzuela.

## Su fallecimiento
Falleció en Buenos Aires el 28 de abril de 1990.
Luego de su fallecimiento hubo en su memoria diversos homenajes, entre los cuales se contó el realizado por la Cámara de Diputados en su sesión del 16 de mayo de 1990, de la Asociación Argentina del Derecho del Trabajo y de la Seguridad Social en sus sesiones del 20 de septiembre de 1990 y del 1* de noviembre de 1990. De la Cámara Nacional de Apelaciones del Trabajo en el acuerdo plenario del 6 de mayo de 1991 y de la Sociedad Argentina de Derecho Laboral del 28 de mayo de 1990.